# ステートファーム・アリーナ
ステートファーム・アリーナ（State Farm Arena）はアメリカジョージア州アトランタにある屋内競技場。

## 概要
1996年に行われた五輪の会場として使用されていたオムニ・コロシアムが閉場されたことで、再開発としてCNNセンターとこのフィリップス・アリーナが建設され、1999年に完成した。オランダの企業フィリップス社が命名権を取得した。2018年に契約が満了後にはステートファーム保険が20年間、総額1億7500万ドルの命名権契約を交わし現在の名称となった。
NBAのアトランタ・ホークス、WNBAのアトランタ・ドリームの本拠地としても使用され、2005年にはNHLオールスターゲームが開催される予定だった。しかし2004年から2005年のNHLロックアウトの影響で2008年に延期された。（2006年は五輪のため開催なし）その他には2004年に全米フィギュアスケート選手権が開催された。
プロレスのWWEでは2002年と2010年のロイヤルランブル、2007年のバックラッシュ、2011年にはWWE殿堂入り式典が開催されたほか、ロウの収録も開催された。